# میخیو مسخی
میخیو مسخی (اوکراینی: Михайло Мамукович Месхі؛ زادهٔ ۲۶ فوریهٔ ۱۹۹۷) بازیکن فوتبال اهل اوکراین است.
از باشگاه‌هایی که در آن بازی کرده‌است می‌توان به باشگاه فوتبال استال کامیانسکه اشاره کرد.